# Rakovnik (gmina Medvode)
Rakovnik – wieś w Słowenii, w gminie Medvode. W 2018 roku liczyła 334 mieszkańców.